# 妙法寺 (旭川市)
妙法寺（みょうほうじ）は、北海道旭川市6条通19丁目右にある日蓮宗の寺院。山号は延寿山。旧本山は身延山久遠寺。

## 歴史
明治30年（1897年）阿部格太郎の尽力で開設された日蓮宗説教所が起源。本堂は明治29年（1896年）説教所の開設に先立ち建立された。

## 参考資料
- 『妙法寺史』妙法寺（1978年）
- 日蓮宗寺院大鑑編集委員会『宗祖第七百遠忌記念出版 日蓮宗寺院大鑑』大本山池上本門寺 (1981年)

## 関連資料
- 日蓮宗新聞 2013年7月3日
- 日蓮宗新聞 2013年7月9日